# Rygge (Sydslesvig)
Rygge (dansk) eller Rügge (tysk) er en landsby og kommune beliggende omtrent 10 km vest for Kappel i Angel i Sydslesvig. Administrativt hører kommunen under Slesvig-Flensborg kreds i den tyske delstat Slesvig-Holsten. Kommunen samarbejder på administrativt plan med andre kommuner i omegnen i Sønder Brarup kommunefælleskab (Amt Süderbarup). I kirkelig henseende hører Rygge under Nørre Brarup Sogn. Sognet lå i Strukstrup Herred (Gottorp Amt), da området tilhørte Danmark.

## Geografi
Til kommunen hører også Fruelund (tysk: Fraulund, angeldansk: Frûlund, Fråwlund), Bleg (Blick), Hye, Rygsnørregaard (Rüggesnordgaard) og Stenebæk (Stennebek). Byen er landbrugspræget. Syd og øst for byen ligger der med Brarup Skov og Flarup Skov større skovområder.

## Historie
Stednavnet beskriver en beliggenhed på en ryg (norrønt hryggr), stedet er første gang dokumenteret 1460. Bleg beskriver formodentlig en blegeplads (sml. norrønt blik og bleikja). Fruelund er sammensat af frue og lund.